# جون دالی (بازیکن فوتبال)
جون دالی (انگلیسی: Jon Daly؛ زادهٔ ۸ ژانویهٔ ۱۹۸۳) بازیکن فوتبال اهل جمهوری ایرلند است.
از باشگاه‌هایی که در آن بازی کرده است می‌توان به باشگاه فوتبال هارتل پول یونایتد، باشگاه فوتبال گریمزبی تاون، باشگاه فوتبال استوک‌پورت کانتی، باشگاه فوتبال داندی یونایتد، باشگاه فوتبال ریت روورز، باشگاه فوتبال رنجرز، و باشگاه فوتبال بری اشاره کرد.